# Lewis Clareburt
Lewis Clareburt (Wellington, 4 de julio de 1999) es un deportista neozelandés que compite en natación.
Ganó dos medallas en el Campeonato Mundial de Natación, en los años 2019 y 2024, ambas en la prueba de 400 m estilos. Participó en los Juegos Olímpicos de Tokio 2020, ocupando el séptimo lugar en 400 m estilos y el octavo en 200 m estilos.

## Palmarés internacional
| Campeonato Mundial | Campeonato Mundial      | Campeonato Mundial | Campeonato Mundial |
| Año                | Lugar                   | Medalla            | Prueba             |
| ------------------ | ----------------------- | ------------------ | ------------------ |
| 2019               | Gwangju (Corea del Sur) | Medalla de bronce  | 400 m estilos      |
| 2024               | Doha (Catar)            | Medalla de oro     | 400 m estilos      |